# 路卡利歐
路卡利歐（日語：ルカリオ）是精靈寶可夢系列登場的1025種虛構寶可夢中的其中一種。

## 介绍
路卡利歐是由田尻智的朋友杉森建设计的，最早出现在精靈寶可夢 钻石·珍珠系列。在一次采访中，该游戏的导演增田順一表示为了吸引日本与美国的玩家，路卡利歐的名字是其中一个最难创造的。
牠的身高是120公分，體重54公斤。
路卡利歐是由利歐路進化而成，它也能超進化成超級路卡利歐。

## 特徵
路卡利歐為波導寶可夢。身體主要顏色為藍色，下半身特別強壯，有跟獅子動物相似的頭部，並有接近人的外型。
有探測生物波動的能力，且能透過波動讀取對方的想法，並聽得懂人類的話語。它在感受和运用波导时，它头上的四根辫子状物会浮起来并抖动。

## 遊戲中的路卡利歐
- 鑽石、珍珠、白金版編號為116，全國圖鑑編號為448，由利歐路在白天（4：00~19：59）且親密度达到220时進化而成。
- 它是帷幕道館館主阿李與冠軍大師竹蘭所使用的寶可夢。
- 「攻擊」與「特攻」的種族值皆相當的高，並可學會一定能命中的招式「波導彈」。
- 「速度」值在鋼屬性寶可夢中為第二名。
- 由XY版開始，可用超級石超級進化成超級路卡利歐。
- 在《任天堂明星大亂鬥X》、《任天堂明星大亂鬥3DS/Wii U》和《任天堂明星大亂鬥 特別版》（隱藏）為可用角色。
- 在《寶可夢傳說阿爾宙斯》中可以捕捉。

## 動畫中的路卡利歐
- 《神奇寶貝鑽石&珍珠》中，帷幕道館訓練家阿李使用的寶可夢，由於阿李慘敗給真司並遭真司嘲諷，使阿李十分沮喪，甚至想辭去館主之位，因此路卡利歐希望能讓阿李恢復信心，但仍然沒什麼效果。在阿李與小光的戰鬥中，使阿李恢復了信心；在與小智的泳圈鼬交手時打成平手，也讓阿李重拾對戰的熱情。
- 《神奇寶貝鑽石&珍珠》109、110集中，訓練家亞玄所使用的寶可夢，與小智一行人對抗銀河隊。
- 《神奇寶貝超级愿望》中，小智的勁敵虎徹擁有利歐路，在與小智對戰時當中進化。
- 《神奇寶貝XY》中，娑羅道館訓練家可爾妮與其爺爺可可布爾所使用的寶可夢，祖孫倆都各有一隻，皆能進行超級進化，但實力有些懸殊。
- 《神奇寶貝太陽&月亮》中，庫庫伊博士在表演賽時所使用的寶可夢，用來與小智對戰。
- 《寶可夢 旅途》中，在利歐路时由小智收服，進化型路卡利歐在片頭曲中先行登場，並在之後取得超級進化的能力。

## 電影中的路卡利歐
- 《夢幻與波導的勇者 路卡利歐》中，勇者亞朗的搭檔寶可夢，由於不希望路卡利歐隨自己犧牲，因此將其封印在手杖的寶石中，在小智承襲波導勇者並拿到亞朗的手杖後，路卡利歐的封印卻突然解開，原因應該就是路卡例歐感應到小智的波導跟亞朗的一樣。最初小智與路卡利歐的感情並不和，但在經過冒險之旅後，兩人的感情也變得更親密。最後路卡利歐為拯救世界初始之樹而犧牲，走上跟亞朗一樣的命運。不過路卡利歐表示自己不會死的，只是回去亞朗身邊而已。

## 细节
- 路卡利欧的民间常用译名有鲁卡里奥。
- 《夢幻與波導的勇者 路卡利歐》是精靈寶可夢歷代電影中，首次以非傳說的寶可夢作為寶可夢主角的一部。